# Kurt Bernheier
Kurt Bernheier (* 3. November 1928; † 7. Juli 2015 in Berlin) war ein deutscher Hochschullehrer und Politiker (SED). Er war von 1968 bis 1973 Staatssekretär im Ministerium für Handel und Versorgung der DDR.

## Leben
Bernheier schloss sich der SED an und qualifizierte sich zum Diplom-Wirtschaftler. Im Jahr 1955 wurde er Mitarbeiter der SED-Bezirksleitung Halle. Von 1959 bis 1961 war er Mitarbeiter bzw. Aspirant am Institut für Gesellschaftswissenschaften beim ZK der SED. 1961 wurde er zum Dr. rer. oec. promoviert. Ab 1961 war er Mitarbeiter bzw. Sektorenleiter in der Abteilung Handel, Versorgung und Außenhandel des ZK der SED. Von 1968 bis 1973 fungierte er als Staatssekretär und 1. Stellvertreter des Ministers für Handel und Versorgung in der Regierung Stoph. Anschließend wurde er Hochschullehrer an der Handelshochschule Leipzig und zum Professor berufen. Später war er wissenschaftlicher Mitarbeiter und Gruppenleiter im Zentralinstitut für sozialistische Wirtschaftsführung beim ZK der SED.
Bernheier lebte zuletzt in Berlin und starb im Alter von 86 Jahren.

## Auszeichnungen
- 1970 Vaterländischer Verdienstorden in Bronze
- 1988 Orden  Banner der Arbeit Stufe II